# Бен Отман, Мохаммед Слим
Мохаммед Слим Бен Отман (араб. محمد سليم بن عثمان‎, фр. Mohamed Slim Ben Othman; род. 18 ноября 1989, Тунис) — тунисский футболист, полузащитник.

## Игровая карьера
Воспитанник команды «Арьяна». С 2009 по 2012 годы играл за «Стад Тунизьен», после чего переехал в Европу, в клуб украинской первой лиги «Металлург» (Запорожье). С этой командой завоевал место в высшем дивизионе чемпионата Украины, где дебютировал 10 августа 2012 года в игре против «Таврии». После окончания сезона в Премьер-лиге вёл переговоры с другим украинским клубом, но в итоге вернулся обратно в Тунис.
После возвращения на родину подписал трёхлетний контракт с местной командой «Сфаксьен». После всего лишь нескольких матчей за «Сфаксьен» Слим и его агент поняли, что тунисская лига не подходит футболисту. Он разорвал контракт с клубом и стал дожидаться зимнего трансферного окна, поставив себе цель — вернуться в Европу. Со временем Слим был приглашён во французский клуб Лиги 2 «Анже», где уже выступал его соотечественник и бывший партнёр по «Арьяне» Халед Айяри.